# Schloss Neuhof (Coburg)

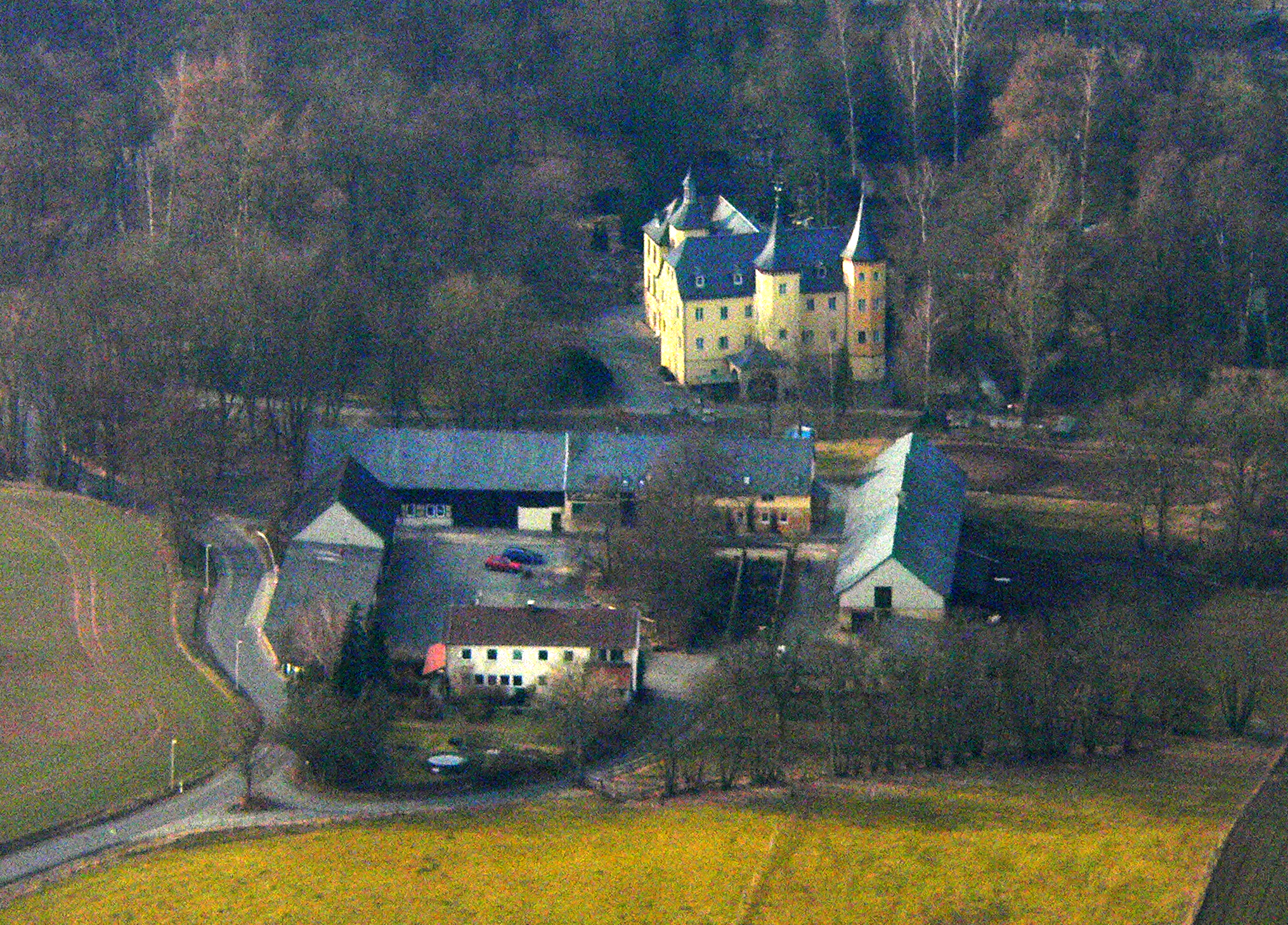
Schloss Neuhof

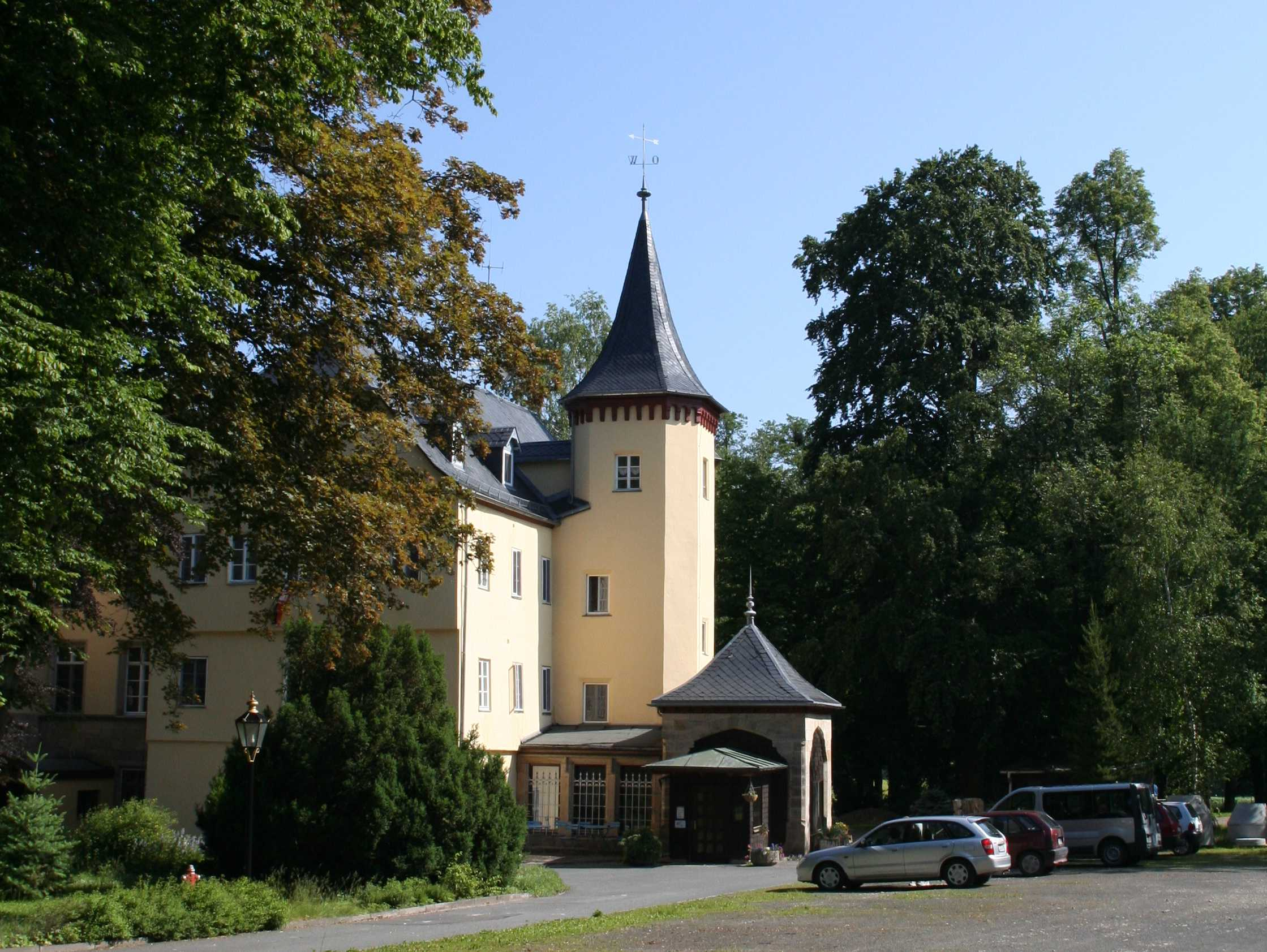
Schloss Neuhof

Die Ursprünge von Schloss Neuhof in Neu- und Neershof, einem Stadtteil Coburgs im bayerischen Regierungsbezirk Oberfranken, liegen im 14. Jahrhundert. Generalfeldmarschall Graf Albrecht von Roon war 1873 bis 1879 prominenter Eigentümer des in Neuhof in einem englischen Landschaftspark gelegenen Schlosses, in dem sich nach wechselhaften Besitzverhältnissen eine therapeutische Einrichtung für Suchtkranke befindet.

## Geschichte

### Rittergut
Erstmals schriftlich erwähnt wurde Schloss Neuhof 1371 als Wasserschloss „Newenhoff“ unweit des bereits 1288 belegten Fleckens der Brüder von Esselsdorf, das durch Namenswandlung  von „Esselsdorf, zu den Eselsdorf, ‚’n Eselsdorf, Neserdorf, Nehrsdorf, Nehrshof“ im Laufe der Jahrhunderte Neershof wurde. Als damaliger Eigentümer des Dorfes und des Schlosses kann der Vater des späteren Ritters Albrecht von Bach gelten, eines Coburger Bürgers, der in der Schlacht bei Sellnitz zu Ruhm gekommen und geadelt worden war und dessen Nachkommen zwischen 1401 und 1490 mehrere Bürgermeister stellten. Der verschiedentlich als Eigentümer genannte Dietrich von Coburg erhielt lediglich den Zehnten von Neu- und Neershof und anderen Orten in der Gegend. 1441 starb Ritter von Bach. Ihm und seinem Vater wurde im Rabenturm der Coburger Morizkirche ein eindrucksvolles Epitaph errichtet.
Die Nachfahren hatten das Wasserschloss in einer flachen Mulde des hügeligen Geländes noch bis 1713 inne. Es überstand den Dreißigjährigen Krieg nicht unbeschadet. 1635 schrieb Wolf Philipp von Bach an Herzog Ernst I. von Coburg-Sachsen und Gotha: „Die Landschaft Coburgk ist von Freundt und Feindt ruiniert und die adelichen Sclösser dermaßen spolieret, dass ich für meine Person meiner Armuth auf dem Rittergut Neuenhof nicht ein Mensch, vielweniger ein Nützlich Thier vorgefunden...“ Auch seinem Sohn Otto Friedrich Hieronimus gelang es nicht, bis zu seinem Tode 1691 den verwüsteten Neuhof wieder vollständig instand zu setzen, trotz der enormen Mitgift seiner Gemahlin Ursula.
Ottos erster Sohn, Wolf Friedrich von Bach, neuer Eigentümer des Rittergutes und Sachsen-meininger Hauptmann, fiel 1706 im amerikanischen St. Louis. Sein leichtsinniger und ausschweifender Bruder Johann Christoph übernahm den Besitz, erschlug nach einer Trinktour im Grünen Baum zu Coburg auf Schloss Eichhof in Dörfles den Bürger Johann Nicol Guthardt und wurde 1708 zum Tode verurteilt. Der Vollstreckung konnte er durch Flucht nach Bamberg entgehen. Dadurch fiel Schloss Neuhof als erledigtes Lehen an die Landesherren in Coburg und stand 1713 zum Verkauf.
1730 kaufte Sophie von Waldsachsen das desolate Anwesen. Ihre Nachfahren, vor allem Haubold von Schönberg, setzten das Rittergut wieder einigermaßen instand und Haubold veräußerte es 1857 an den Antwerpener Kaufmann Albert Böcking. Das Anwesen war damit erstmals nicht mehr in adligem Besitz. Nach einigen Umbauten verkaufte Böcking 1865 den gesamten Grundbesitz an den aus Manchester stammenden Charles Isaac Souchay, Sohn des Frankfurter Tuchhändlers Cornelius Carl Souchay.

### Renaissanceschloss
Der neue Besitzer begann ein Jahr später mit umfangreichen Neugestaltungen des Anwesens und seiner Umgebung. Er ließ den Bau nach Nordosten durch einen Neubau in neugotischen und Spätrenaissance-Formen des Historizismus ergänzen. Als Architekten gewann er den Coburger Baurat Georg Konrad Rothbart, der zeitgleich dem Palais Edinburgh einen neuen Stil verpasste sowie das Schloss Ketschendorf plante und zwei Jahre später vollendete. Der See um das Schloss wurde zugeschüttet bis auf einen Teich mit Flamingos und Störchen, der wilde Park wurde in einen englischen Garten umgewandelt und erhielt ein großes Gewächshauses für exotische Pflanzen.
Souchay behielt Schloss Neuhof nur acht Jahre. Durch Vermittlung des Kommerzienrats Jakob Mayer (später Freiherr Mayer von Ketschendorf) gelangte Schloss Neuhof in den Besitz des Generalfeldmarschalls Albrecht von Roon, der dort Erholung von seinen Staatsämtern als preußischer Kriegsminister, Marineminister und ab 1873 Ministerpräsident und seinem Asthmaleiden suchte. Roon, der mit August Rückert, dem Sohn Friedrich Rückerts befreundet ist, zog sich oft in des Dichters Gartenlaube auf dem Goldberg in Neuses bei Coburg in Sichtweite von Schloss Callenberg zurück. Von Schloss Neuhof aus sandte er sein Rücktrittsschreiben an seinen Dienstherren Wilhelm I. und ebnete damit Bismarck den Weg. Herzog Ernst II. von Sachsen-Coburg ließ durch die herzogliche Forstverwaltung den Roon-Weg von Neuhof nach Callenberg anlegen, den Roon mit seinem Landauer oft befuhr. August Rückert setzte ihm auf dem Goldberg eine Rückert-Bank. 1879 starb Roon. Seine Söhne verkauften Schloss Neuhof fünf Jahre später dem Mannheimer Konsul Ferdinand Ladenburg, der es seiner Tochter Johanna bei ihrer Hochzeit mit Rittmeister Dorff als Mitgift gab.

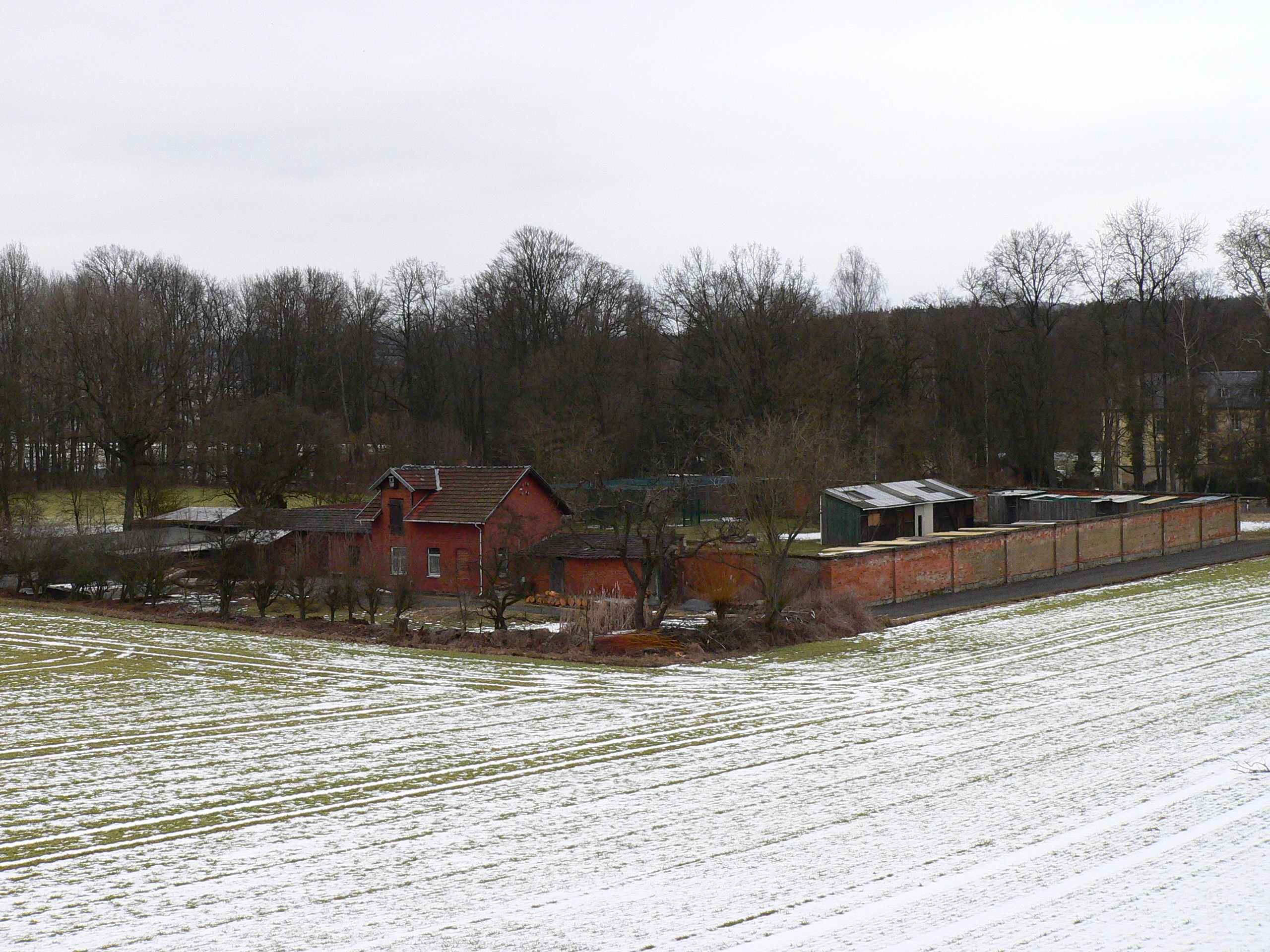
Ehemalige Domänengärtnerei

### Domänengärtnerei
Um 1900 entstand unweit westlich des Schlosses eine Domänengärtnerei. Auf dem von einer hohen Ziegelmauer umgebenen Grundstück wurde ein Nutzgarten angelegt, ein Pumpbrunnen mit runder Einfassung sowie ein kleines, in die Mauer integriertes Gärtnerhaus erbaut.

## Aufbau
In der heutigen Ansicht des teilweise von ursprünglichen Renaissanceelementen befreiten Schloss Neuhof ist der Mittelbau mit einem Krüppelwalmdach der älteste erhaltene Teil aus dem 16. Jahrhundert. Das Erdgeschoss ist aus Feldsteinen gemauert, die weiteren zwei Stockwerke sind in fränkischem Fachwerk ausgeführt, das im 18. Jahrhundert verputzt wurde. Im ersten Obergeschoss befindet sich ein Saal mit schöner Renaissance-Balkendecke und daneben ein Raum mit einer Stuckdecke. Die Erdgeschossräume sind kreuzgewölbt und dienten ehemals als Gefängnis.
Der südwestlichen Lage des Hauptgebäudes vorgeschoben steht ein achteckiger Treppenturm mit Spitzturm, dessen gewundene Treppenspindel denen in Schloss Ahorn und Schloss Untersiemau gleicht. Der zweite Turm wurde als Treppenturm für den Anbau von 1866 dem bestehenden Baustil angepasst und mit einem Dachreiter in Form eines Glockenstuhls versehen.

## Neuere Nutzung
Bis 1950 blieb das Gesamtgut in Dorffschem Besitz, dann übernahm der Landkreis Coburg Schloss und Park. Der Landkreis ließ das Schloss als Altenheim ausbauen. 1952 zogen die Bewohner des aufgelassenen Altenheims Schloss Callenberg ein. Leiter des Heims wurde Richard Hauptmann, aus dem Sudetendeutschen stammender heimatvertriebener Coburger Heimatdichter, nach dessen Tod das Altenheim 1972 nach Mönchröden übersiedelte.
Ein Jahr später übernahm das Ehepaar Schwanstecher die historischen Räume, wandelte sie in einen Restaurantbetrieb um und führte das Anwesen mit dem zu einem Bio-Garten umgestalteten Park bis zur Mitte der 1990er Jahre.
1995 erwarb die Gesellschaft für soziale Einrichtungen mbH mit Hauptsitz in Bischofsgrün das Schloss und nutzt es seither als soziotherapeutische Einrichtung für alkoholkranke Männer und Frauen. Insgesamt werden 39 Personen im Wohnheim und in den angeschlossenen Verselbstständigungswohnungen sowie vier Personen in einer Trainingswohnung betreut.
Alle Teile des Schlosses und der drei Hektar große Landschaftspark werden von den Bewohnern genutzt. Auf dem Gelände befinden sich ein Grillplatz, eine Lagerfeuerstelle, viele Sitzecken, ein Tiergehege und ein Kräuter- und Gemüsegarten als Rahmen zum naturnahen Leben und Arbeiten. In separaten Gebäuden im Park sind die Arbeitstherapie-Stätten der Schreinerei und des Kreativbereichs, der Wäscherei und die Hausmeisterei untergebracht, daneben gibt es die Arbeitsbereiche Gartenpflege, Küche und Hauswirtschaft.
Zum Wohnheim Schloss Neuhof gehört ein Haus mit Garten in der direkten Nachbarschaft für neun etwas stabilere Bewohner, außerdem dienen vier Plätze in einer Trainingswohnung in der Stadtmitte von Coburg zur gezielten Verselbstständigung und als Sprungbrett nach draußen.
Die Ziele für den Aufenthalt im Schloss Neuhof werden für jeden Bewohner individuell vereinbart. Die Therapie endet dann, wenn die Bewohner sich regeneriert haben, dass sie die Einrichtung mit günstiger Prognose verlassen können. Ist jemand nicht mehr in der Lage, ohne beschützten Rahmen zu leben, gibt es die Option des Dauerheimplatzes bis zum Eintreten der Pflegebedürftigkeit. Ziel der Arbeit für die Bewohner ist jedoch eine dauerhafte Abstinenz, die Regeneration und die Nutzung eigener Ressourcen in allen Lebensbereichen und letztlich die volle gesellschaftliche und berufliche Reintegration.
Insgesamt arbeiten elf hauptamtliche Mitarbeiter im Wohnheim. Das Team wird durch einen Fahrdienst sowie sieben Nacht- und Bereitschaftsdienste vervollständigt.